# Rhinocerophis fonsecai
Rhinocerophis fonsecai là một loài rắn trong họ Rắn lục. Loài này được Hoge & Belluomini mô tả khoa học đầu tiên năm 1959.